# Ravangla

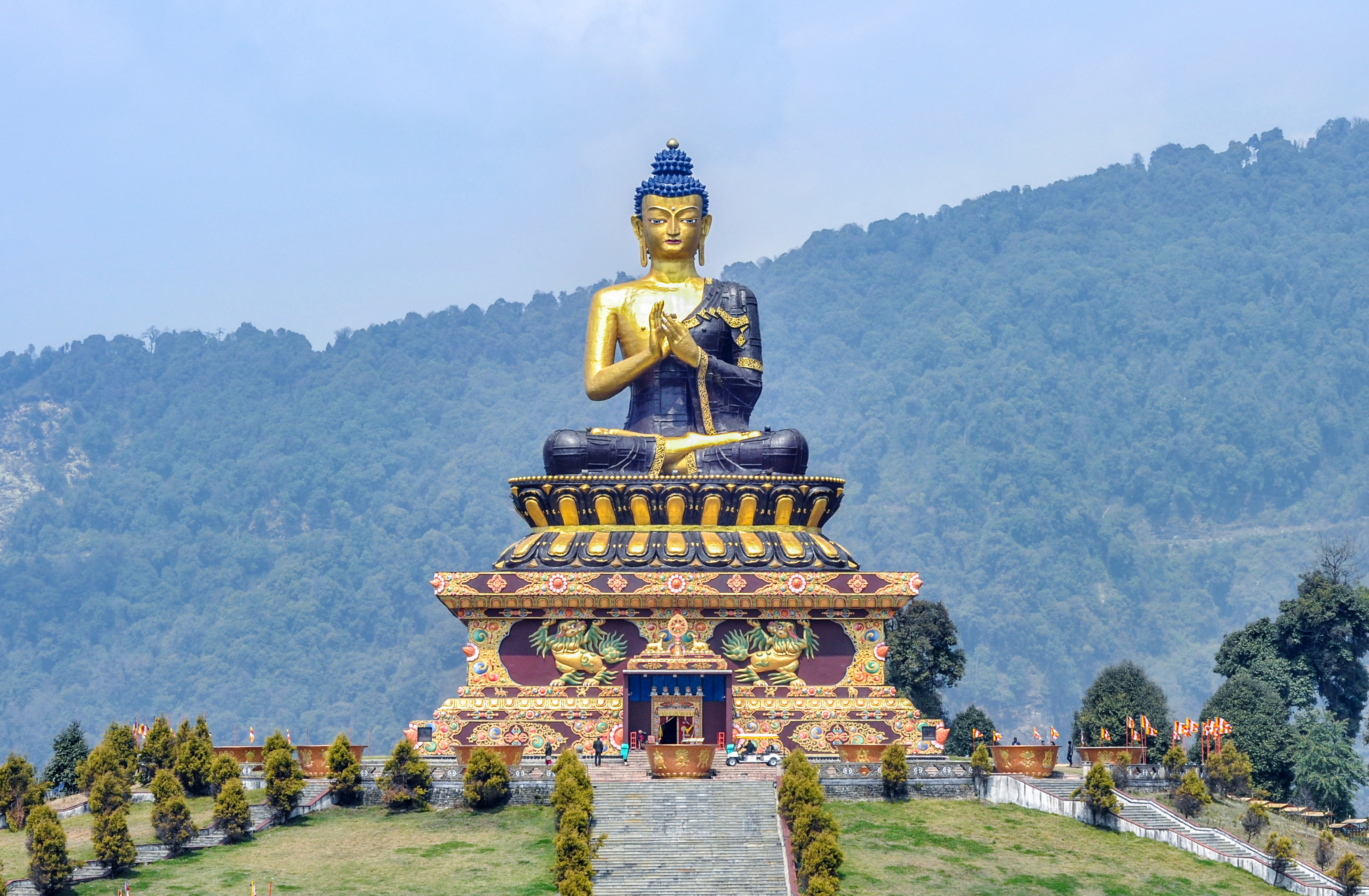
Statue de Bouddha à Ravangla. Mars 2019.

Ravangla ou Ravongla ou Ravong est une petite ville touristique située à 2 000 mètres d'altitude dans le District du Sikkim méridional de l'État indien du Sikkim. Il est connecté par la route de l'état aux autres villes majeures dans l'état et se situe entre Pelling et Gangtok. 

## Situation géographique
Les monts Kanchenjunga, Pandim, Siniolchu et Kabru ne sont qu'une partie des sommets majeurs qui sont clairement visibles de Ravangla. Les régions hautes de Ravangla connaissent des chutes de neige pendant l'hiver. 

## Flore
Pendant les mois d'avril-mai le lieu est entouré de nombreuses de fleurs dont des orchidées et des rhododendrons. 

## Faune avicole
Ravangla attire de nombreux oiseaux de l'Himlaya et constitue un paradis pour les observateurs d'oiseaux. Des oiseaux comme le Gobemouche vert-de-gris, le Rougequeue à front bleu, le Tarier gris, la Grive à gorge rousse, l'Arrenga siffleur, la Mésange montagnarde et le Rhipidure à grands sourcils peuvent être facilement aperçus. 
Les forêts autour de Ravangla sont peuplés d'autres espèces de la faune avicole le Garrulax, le Timaliidae, le Cuculidae et le Torquéole à collier. Le rare Tragopan satyre peut être aussi aperçu à Ravangla.

## Communauté tibétaine en exil

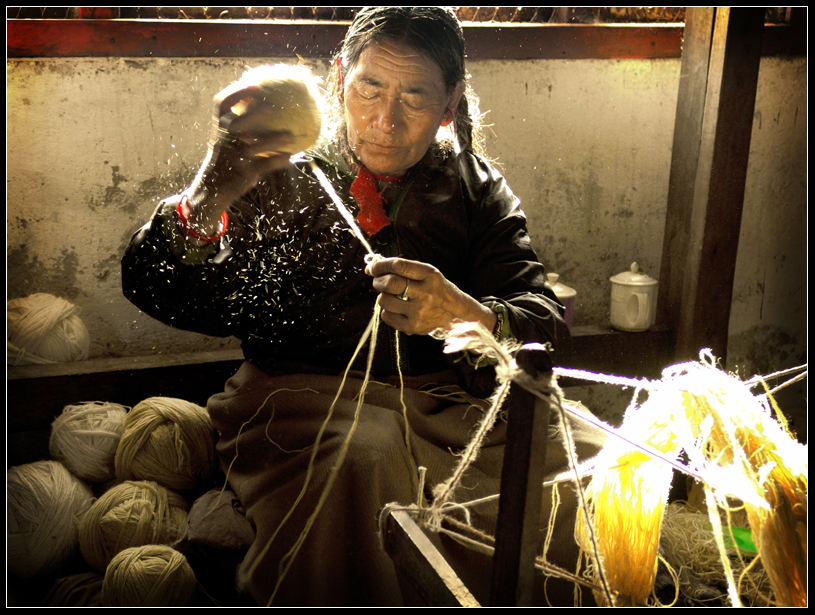
Fabrication traditionnelle de tapis tibétain à Ravangla, Sikkim.

A Ravangla se trouve l'un des principaux camps de Tibétains en exil en Inde.
À six kilomètres de Ravangla se trouve le monastère de Ralang.